# أندي ليندن
أندي ليندن (بالإنجليزية: Andy Linden)‏ (و. 1922 – 1987 م) هو سائق فورمولا 1، ومهندس، وسائق سيارة سباق أمريكي، ولد في مقاطعة فاييت، توفي في بنسيلفانيا، عن عمر يناهز 65 عاماً.

## روابط خارجية
- أندي ليندن على موقع DriverDB.com (الإنجليزية)